# Gasteracantha clarki
Gasteracantha clarki är en spindelart som beskrevs av Emerit 1974. Gasteracantha clarki ingår i släktet Gasteracantha och familjen hjulspindlar.
Artens utbredningsområde är Seychellerna. Inga underarter finns listade i Catalogue of Life.